# 东北财经大学
东北财经大学（简称“东财”、“东北财大”）坐落于辽宁省大连市，是一所突出经济学、管理学优势和特色，经、管、法、文、理等多学科协调发展的研究型大学。为中华人民共和国财政部、教育部、辽宁省人民政府共建高校，辽宁省一流大学重点建设高校、辽宁省“国内一流大学”建设高校。东北财经大学是大连市历史最长的高校之一，现在校生规模超过1.6万人。
东财最早是1952年组建的东北财经学院；1985年更名为东北财经大学；2012年4月，中华人民共和国财政部、教育部和辽宁省人民政府签署协议成为省部共建大学；2017年1月，东北财经大学入选辽宁省一流大学重点建设高校。2019年8月，学校被教育部评为全国创新创业典型经验高校。2019年11月，东北财经大学入选辽宁省“国内一流大学”建设高校。
截至2023年4月，东北财经大学总占地65万平方米，开设45个本科专业，有国家重点学科4个，一级学科博士后流动站6个、一级学科博士学位授权点6个，二级学科博士学位授权点47个；一级学科硕士学位授权点10个，二级学科硕士学位授权点78个；硕士专业学位授权点16个；国家级一流本科专业建设点25个，省级一流本科专业建设点6个，一流专业覆盖率79.5%。有全日制在校生1.6余万人，其中全日制本科生9529人、研究生7289人。

## 历史发展
1946年至1950年代，东北人民政府改造旧教育，创办新教育，接收旧高校，组建新高校，先后创办了东北银行专门学校（1946）、东北商业专门学校（1948）、东北财政专门学校（1950）、东北计划统计学院（1951）和东北合作专门学校（1951）五所财经院校。
1952年至1953年全国大规模院系调整时，1952年10月东北人民政府根据中央教育部颁布的全国高等学校调整设置方案，决定将东北财政专门学校、东北银行专门学校、东北计划统计学院和东北人民大学（现为吉林大学）的财政信贷系、会计统计系合并，在沈阳创建东北财经学院。 
1953年8月，根据高等教育部全国高等学校院系调整计划，东北商业专科学校、东北合作专科学校并入东北财经学院。1954年6月，根据高等教育部关于全国财经院系调整和设置计划，东北人民大学的工业经济专业和东北工业会计统计专科学校的工业统计、工业会计专修科并入东北财经学院。 
1958年东北财经学院归划辽宁省管理，辽宁省委决定将其与沈阳师范学院、沈阳俄文专科学院合并组建辽宁大学。
1959年原东北财经大学的应用经济学系科专业调整出辽大，到大连与辽宁商学院合并组建了辽宁财经学院。
1979年辽宁财经学院划归国家财政部领导，1985年更名为东北财经大学。
2000年划转到辽宁省，实行中央与地方共建，以辽宁省管理为主的办学体制。
2012年，财政部、教育部、辽宁省人民政府签署共建协议，学校成为两部一省共建高校。
2012年9月28日，东北财经大学举行建校60周年庆典。
2017年1月，东北财经大学入选辽宁省一流大学重点建设高校。 
2019年8月，学校被教育部评为全国创新创业典型经验高校。
2019年11月，学校入选辽宁省“国内一流大学”建设高校。
2020年12月，学校入选教育部“基础学科拔尖学生培养计划2.0基地”工程。
2021年3月，学校入选国家“111”计划高校-高等学校学科创新引智计划。
2022年10月8日，东北财经大学举行建校70周年庆祝大会。